# Monte Vineuo
El monte Vineuo, también conocido como monte Oiautukekea, es una montaña en la isla Goodenough, Papúa Nueva Guinea. Se encuentra a 2536 metros sobre el nivel del mar. Es el pico más alto de las islas D'Entrecasteaux.